# Dennis Ireland
Dennis Ireland (19 de noviembre de 1954) es un expiloto de motociclismo neozelandés, que compitió en el Campeonato del Mundo de Motociclismo desde 1976 hasta 1986. En 1979, ganó su única carrera en el Gran Premio de Bélgica de 500 cc.

## Resultados de carrera

### Campeonato del Mundo de Motociclismo

#### Carreras por año
Sistema de puntos desde 1969 a 1987:
| Posición | 1.º | 2.º | 3.º | 4.º | 5.º | 6.º | 7.º | 8.º | 9.º | 10.º |
| Puntos   | 15  | 12  | 10  | 8   | 6   | 5   | 4   | 3   | 2   | 1    |

(Carreras en negrita indica pole position, carreras en cursiva indica vuelta rápida)
| Año  | Cat.  | Equipo | 1      | 2      | 3      | 4       | 5       | 6      | 7       | 8       | 9       | 10      | 11    | 12      | 13    | 14    | Pts. | Pos. |
| ---- | ----- | ------ | ------ | ------ | ------ | ------- | ------- | ------ | ------- | ------- | ------- | ------- | ----- | ------- | ----- | ----- | ---- | ---- |
| 1976 | 350cc | Yamaha | FRA -  | AUT -  | NAT -  | YUG -   | IOM 31  | NED -  |         |         | FIN -   | CZE -   | GER - | SPA -   |       |       | 0    | -    |
| 1978 | 500cc | Suzuki | VEN -  | SPA -  | AUT -  | FRA -   | NAT -   | NED -  | BEL 10  | SWE Ret | FIN Ret | GBR Ret | GER - |         |       |       | 1    | 31.º |
| 1979 | 500cc | Suzuki | VEN 10 | AUT 18 | GER 11 | NAT -   | SPA -   | YUG 17 | NED 15  | BEL 1   | SWE Ret | FIN Ret | GBR - | FRA Ret |       |       | 16   | 14.º |
| 1980 | 500cc | Suzuki | NAT -  | SPA -  | FRA -  | NED DNQ | BEL DNQ | FIN -  | GBR DNQ | GER -   |         |         |       |         |       |       | 0    | -    |
| 1981 | 500cc | Suzuki | AUT -  | GER -  | NAT -  | FRA -   | YUG -   | NED -  | BEL 25  | RSM -   | GBR Ret | FIN -   | SWE - |         |       |       | 0    | -    |
| 1983 | 500cc | Suzuki | RSA -  | FRA -  | NAT -  | GER 34  | SPA -   | AUT -  | YUG -   | NED Ret | BEL 21  | GBR DNQ | SWE - | RSM -   |       |       | 0    | -    |
| 1986 | 500cc | Suzuki | SPA -  | NAT -  | GER -  | AUT -   | YUG -   | NED -  | BEL -   | FRA -   | GBR Ret | SWE -   | RSM - |         |       |       | 0    | -    |
| 1987 | 500cc | Suzuki | JPN -  | ESP -  | GER -  | NAT -   | AUT -   | YUG -  | NED -   | FRA -   | GBR DNQ | SWE -   | CZE - | RSM -   | POR - | BRA - | 0    | -    |